# حصن ترب (إب)

تعديل مصدري - تعديل

حصن ترب محلة تابعة لقرية المامج، التابعة لعزلة الحوج القبلي بمديرية إب إحدى مديريات محافظة إب في الجمهورية اليمنية.، بلغ تعداد سكانها 94 حسب تعداد اليمن لعام 2004.